# Le Cheval venu de la mer
Vous lisez un « article de qualité » labellisé en 2011.
Pour les articles homonymes, voir Into the West.
Pour plus de détails, voir Fiche technique et Distribution.
Le Cheval venu de la mer ou La Chevauchée magique au Québec (Into the West) est un film britannico-irlandais réalisé par Mike Newell et sorti en 1992. Écrit par Jim Sheridan d'après une histoire de Michael Pearce, il met en scène les nomades travellers et la mythologie irlandaise. Ce film d'aventures fantastique raconte l'histoire de deux jeunes frères nourris de contes et légendes et passionnés par les westerns américains, qui traversent l'île d'Irlande d'est en ouest sur un cheval blanc, poursuivis par la police. Leur père, hanté par le souvenir de sa femme disparue, tente de les retrouver et de regagner sa dignité perdue.
Porté par la musique de Patrick Doyle, Le Cheval venu de la mer a reçu plusieurs récompenses lors de festivals. Il est bien accueilli par la critique et le public, surtout en ce qui concerne le jeu des acteurs Gabriel Byrne, Ellen Barkin, et des deux enfants Ciarán Fitzgerald et Rúaidhrí Conroy, mais aussi les paysages qu'il met en scène. Il est souvent qualifié de « film sympathique, mais néanmoins modeste » dans son montage et sa réalisation.
Sa richesse thématique en fait un récit initiatique à la fois « western irlandais » et « conte de fées moderne », abordant les thèmes de la condition des nomades, de la reconstruction familiale après le deuil et de la symbolique du cheval blanc dans une Irlande qui apparaît comme un pays contrasté, entre la banlieue de Dublin et les paysages sauvages du Connemara. Cette multiplicité des thèmes vaut au Cheval venu de la mer d'être fréquemment exploité dans un but pédagogique.

## Synopsis

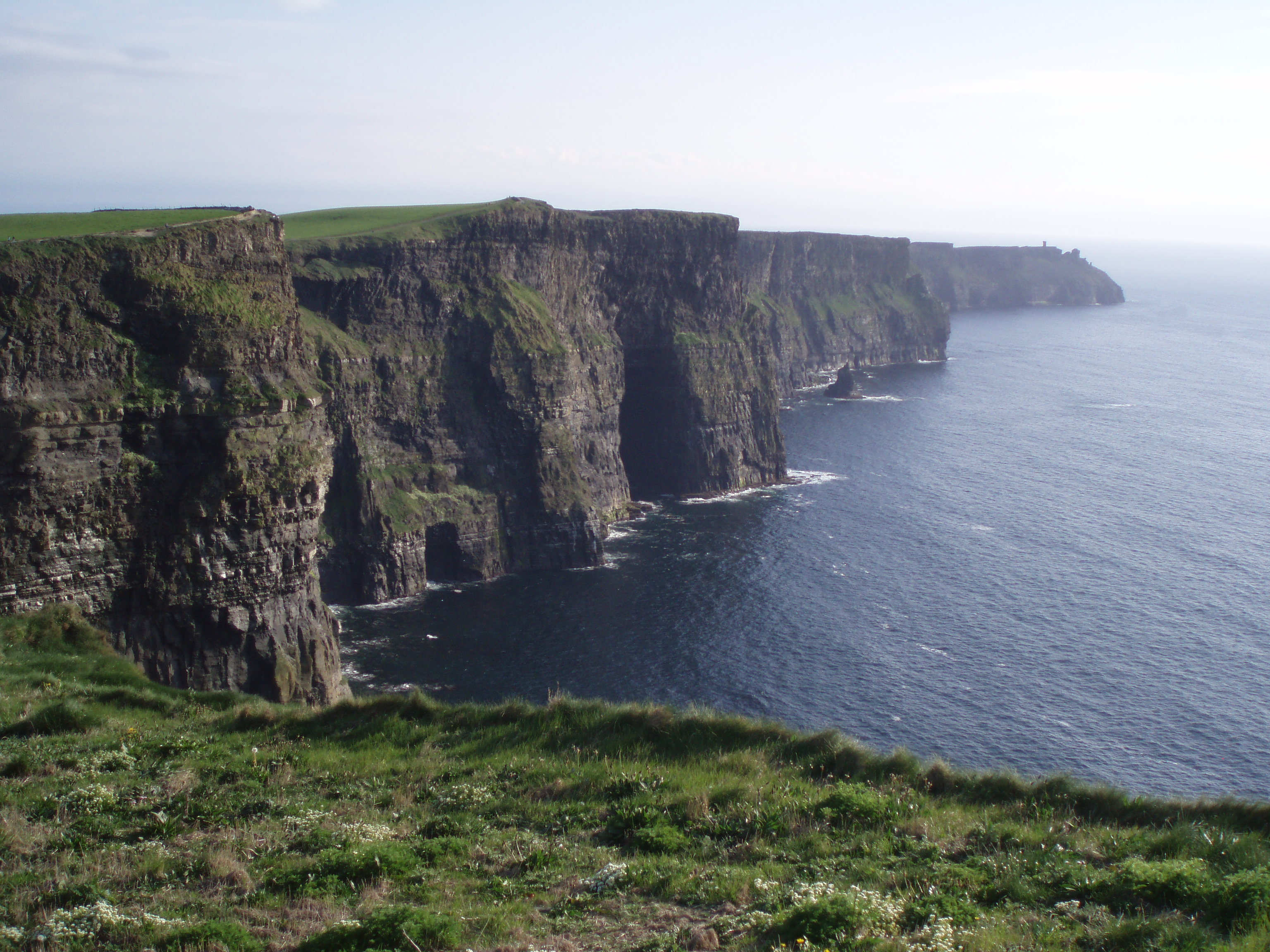
Les célèbres falaises de Moher, dans le comté de Clare, montrées à la fin du film.

Un cheval blanc apparaît au bord de la mer et accompagne le grand-père Ward (David Kelly), un vieux conteur nomade irlandais (un traveller) vivant dans une roulotte, jusqu'à Dublin. John Riley (Gabriel Byrne), jadis un traveller réputé, s'y est sédentarisé dans un appartement de banlieue après le décès de sa femme, Mary. Violent et sombrant dans l'alcoolisme, il vit de menus travaux dans une grande pauvreté, avec ses deux fils Ossie (Fitzgerald) et Tito (Conroy), tous deux fascinés par les westerns qu'ils voient à la télévision, et rêvant de devenir cow-boys. Ossie, qui est gravement malade, souffre lui aussi de l'absence d'une mère qu'il n'a jamais connue. Ward est son grand-père. Il présente le cheval blanc, nommé Tír na nÓg (« Terre de l'éternelle jeunesse » en gaélique irlandais), qui selon lui vient de la mer et serait plus qu’un animal, à ses petits-enfants Ossie et Tito. Il leur raconte aussi la légende de Oisín, personnage de la mythologie irlandaise qui avait séjourné au pays de l'éternelle jeunesse pour retrouver la belle Niamh, avant d'avoir la nostalgie du monde des hommes, et d'y retourner grâce à un cheval blanc enchanté dont il n'aurait dû descendre.

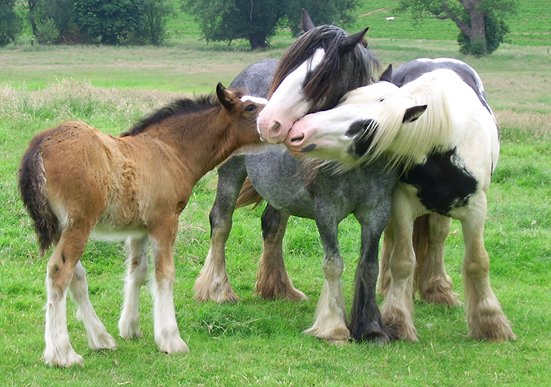
Des chevaux Gypsy Vanner, comme ceux-là, tirent les roulottes des travellers du film, et servent plus tard de monture à John Riley, Kathleen et son frère afin de rattraper les enfants.

Tito et surtout Ossie sympathisent avec le cheval, ils décident de le garder et de le cacher dans leur appartement. À cause des plaintes de leurs voisins, l'animal leur est enlevé au profit d’un propriétaire de haras, par un policier véreux qui profite de l'illettrisme de John Riley pour lui faire signer un acte de vente de force. Les enfants retrouvent l'animal dans un concours de saut d'obstacles, le libèrent et s’enfuient avec lui. Ils traversent ainsi toute l'Irlande vers l'ouest, en imaginant qu'ils sont des cow-boys. John, fou d'inquiétude pour ses enfants, s'adresse aux travellers pour les retrouver, aidé par Kathleen (Ellen Barkin) et son frère Barreller (Colm Meaney). Une course-poursuite s'engage entre les policiers qui recherchent l'animal considéré comme volé, les travellers qui recherchent les enfants, et les trois amis qui tentent d'échapper à leurs poursuivants. Au terme de nombreux rebondissements incluant une poursuite par une chasse à courre et une nuit passée enfermés dans une salle de cinéma avec le cheval, Ossie apprend, en trouvant la tombe de sa mère, que celle-ci est morte en le mettant au monde, le jour de sa naissance. Ossie et Tito finissent par arriver face à la mer sur le cheval Tír na nÓg, et retrouvent leur père sur la plage, lequel leur promet de ne jamais les ramener à Dublin. Mais à la suite de l'arrivée des policiers, Tír na nÓg s'enfonce dans les flots en portant Ossie, qui manque de se noyer, a une vision de sa mère dont il attrape la main providentielle, puis est sauvé par son père. Les policiers considèrent le cheval comme perdu. Toute la famille Riley retourne au nomadisme après avoir brûlé la roulotte qu'ils occupaient jadis avec Mary, afin de libérer son âme.

## Fiche technique
Sauf indication contraire, les informations mentionnées dans cette section peuvent être confirmées par la base de données cinématographiques IMDb,  présente dans la section « Liens externes ».

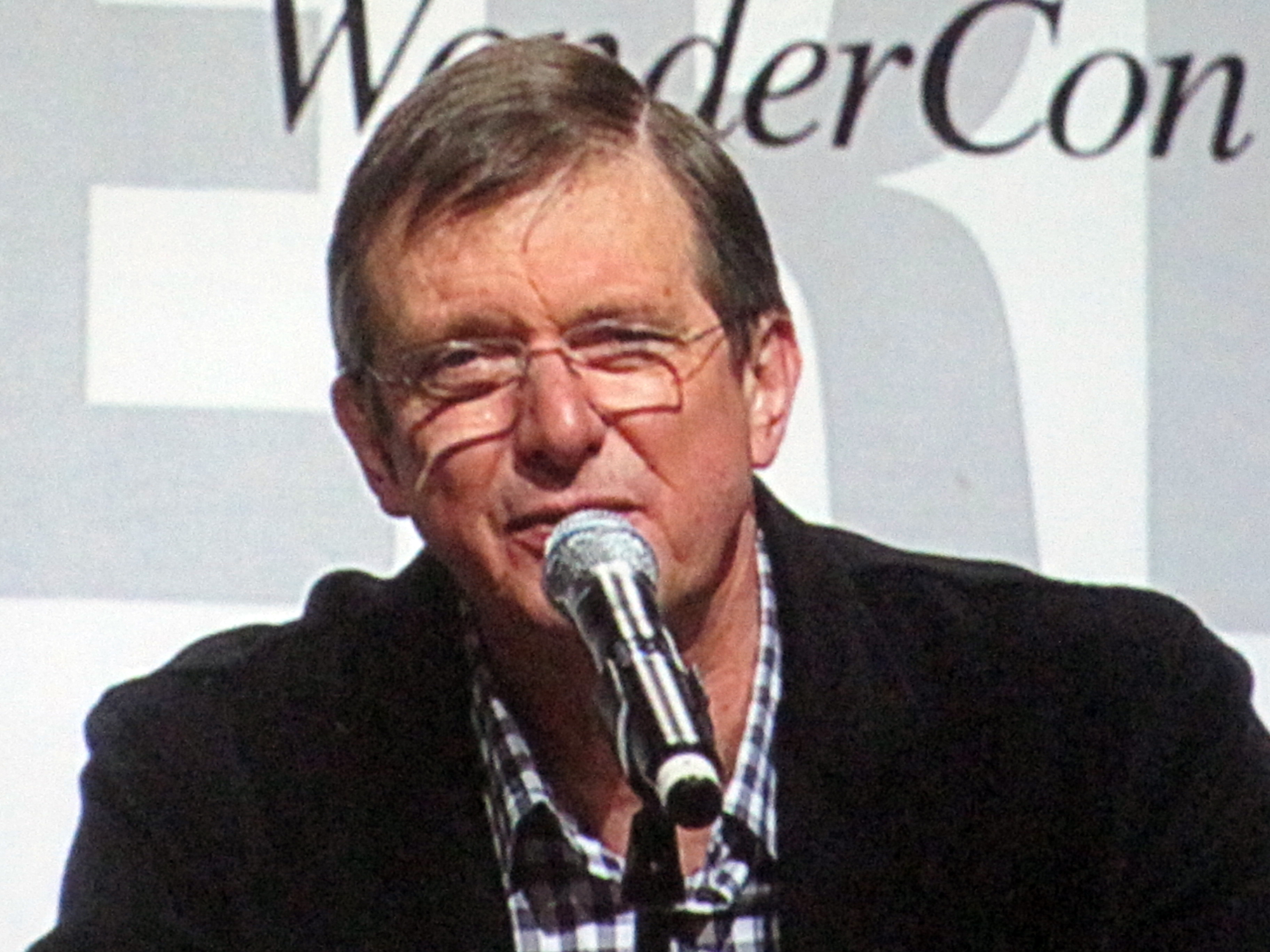
Le réalisateur Mike Newell au WonderCon en 2010.

- Titre français : Le Cheval venu de la mer
- Titre québécois : La Chevauchée magique
- Titre original : Into the West
- Réalisation : Mike Newell
- Scénario : Jim Sheridan et David Keating, d'après une histoire de Michael Pearce
- Musique : Patrick Doyle
- Photographie : Newton Thomas Sigel
- Montage : Peter Boyle
- Décors : Jamie Leonard
- Production : Jonathan Cavendish
- Sociétés de production : Channel Four Films, Little Bird, Majestic Films International, Parallel Film Productions
- Distribution : MKL Distribution (France), Entertainment Film Distributors (Entertainment Film Distributors)
- Pays de production : Modèle:Irlande (pays),  Royaume-Uni
- Langue originale : anglais
- Format : Couleurs (Technicolor) - 35 mm - 1,66:1 / 1,78:1 - Dolby SR
- Genre : fantastique, aventures
- Durée : 97 minutes
- Dates de sortie[1] :
  - Irlande : 23 octobre 1992
  - Royaume-Uni : 11 décembre 1992
  - France : 9 mars 1994
- Classification[2] :
  - Royaume-Uni : PG
  - États-Unis : PG
  - France : tous publics

## Distribution
Sauf indication contraire, les informations mentionnées dans cette section peuvent être confirmées par la base de données cinématographiques IMDb,  présente dans la section « Liens externes ».
- Gabriel Byrne : John Riley
- Ellen Barkin : Kathleen
- Ciarán Fitzgerald : Ossie
- Rúaidhrí Conroy : Tito
- David Kelly : le grand-père
- Johnny Murphy : Tracker
- Colm Meaney : Barreller
- John Kavanagh : Hartnett
- Brendan Gleeson : l'inspecteur Bolger
- Jim Norton : l'inspecteur O'Mara
- Anita Reeves : Mme Murphy
- Ray McBride : M. Murphy
- Dave Duffy : Morrissey

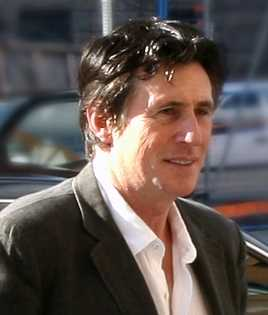
Gabriel Byrne (John Riley), ici au Festival international du film de Toronto, en 2007.

- Stuart Dannell-Foran : Conor Murphy (crédité sous le nom de Stuart Dannell)
- Becca Hollinshead : Birdy Murphy
- Liam Cunningham : un policier

## Production
Le Cheval venu de la mer fait partie d'une vague de films irlandais intéressants. Poursuivant le succès de films tels que My Left Foot, L'Étrangère, Les Commitments et The Crying Game, il a été écrit par Jim Sheridan à partir d'un roman[réf. nécessaire] de Michael Pearce, et réalisé par Mike Newell. Il est probablement le premier western à être mis en scène en Irlande, même s'il n'est pas spécialement perçu comme tel, mais plutôt comme un conte de fées des temps modernes,.
Ce film a une place « à part » dans la filmographie de Mike Newell, puisqu'il s'agit du seul destiné aux enfants. Le Cheval venu de la mer est sorti juste avant la comédie Quatre Mariages et un enterrement, qui lui apporte sa consécration.

### Scénario
Le script est le premier écrit par Jim Sheridan, cinq ans avant My Left Foot. L'équipe du film estime que le travail réalisé sur le scénario du Cheval venu de la mer est « extraordinaire ». Jim Sheridan n'avait pas l'intention de s'adresser uniquement aux enfants, bien que le film suive principalement le périple d'Ossie et Tito sur leur cheval enchanté. D'autres thèmes s'adressant aux adultes sont présents : la nécessité de faire face à la douleur, le choc des cultures et des valeurs différentes, et la corruption de la police par les riches et les puissants afin de faire respecter les droits de propriété en leur faveur. Il aborde bon nombre de thèmes devenus récurrents dans ses scripts ultérieurs. Le récit est linéaire, alternant les points de vue des personnages afin de montrer l'évolution de chacun d'eux, et bâti sur le principe de la boucle puisqu'il démarre sur la plage avec l'apparition du cheval, et se termine au même endroit avec la disparition de l'animal. Il possède aussi de nombreux points communs avec One Last White Horse, une pièce de théâtre jouée en 1991, qui met en scène une jeune femme souffrant d'hallucinations au cours desquelles elle voit un cheval blanc représentant l'esprit de sa mère.
C'est à l'origine Robert Dornhelm qui devait réaliser ce film, mais le travail est finalement confié au britannique Mike Newell, pour un résultat à la fois « intrigant » et « séduisant » selon Henri Béhar, pour qui les premières images du film en nuit américaine, « un magnifique cheval blanc qui galope sur une plage sous la lumière de la lune », et le script, « faisaient craindre le pire », soit une histoire mièvre conclue par « une happy end à la Disney ». Jim Sheridan et Mike Newell ont toutefois pris le contre-pied des « films équestres pour enfants » habituels, tels L’Étalon noir, qui jouent sur les sentiments : Le Cheval venu de la mer est teinté en permanence de mysticisme et de mythologie irlandaise.
Gabriel Byrne a déclaré qu'il s'agit d'un des meilleurs scripts qu'il ait jamais lu, et le décrit dans une interview de l'édition DVD comme le meilleur travail de Jim Sheridan à ce jour. Il déclare : « en dehors du fait qu'il s'agisse d'une histoire sur les travellers, et de la relation entre un père et ses deux fils, c'est vraiment une façon de parler de l'Irlande ». Ellen Barkin ajoute qu'entre la première lecture et la version finale, le script a connu de nombreuses révisions.

### Choix des interprètes

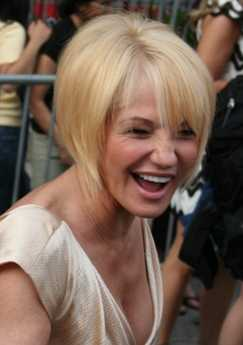
Ellen Barkin a joué Kathleen sur les conseils de Gabriel Byrne.

Gabriel Byrne s'est montré immédiatement intéressé par le film en raison de ses origines puisqu'il est lui-même né à Rathmines, dans la banlieue de Dublin. Raison pour laquelle, en plus d'y jouer comme acteur, il est producteur associé du Cheval venu de la mer, ce qui constitue sa première participation à la production. Il a tenu à attribuer l'un des rôles principaux à sa compagne de l'époque, Ellen Barkin.
Ciarán Fitzgerald (Ossie) et Rúaidhrí Conroy (Tito) n'étaient pas cavaliers avant le début du tournage et l'un d'eux, choisi une semaine avant, n'avait aucun cours d'équitation à son actif. Malgré tout, l'équipe du film juge les performances équestres des deux jeunes acteurs comme crédibles, et ajoute qu'une osmose s'est créée avec le cheval en cours de tournage.

### Tournage et montage
Le tournage du film s'est déroulé en Irlande sur trois mois, y compris dans des régions aux conditions climatiques difficiles, dont la côte ouest irlandaise en plein hiver, ce qui a forcé les acteurs à porter d'énormes anoraks et à utiliser des parapluies. L'équipe a dû affronter, entre autres difficultés, le vent qui soufflait dans les micros et le gel de l'océan Atlantique.

#### Partie équestre

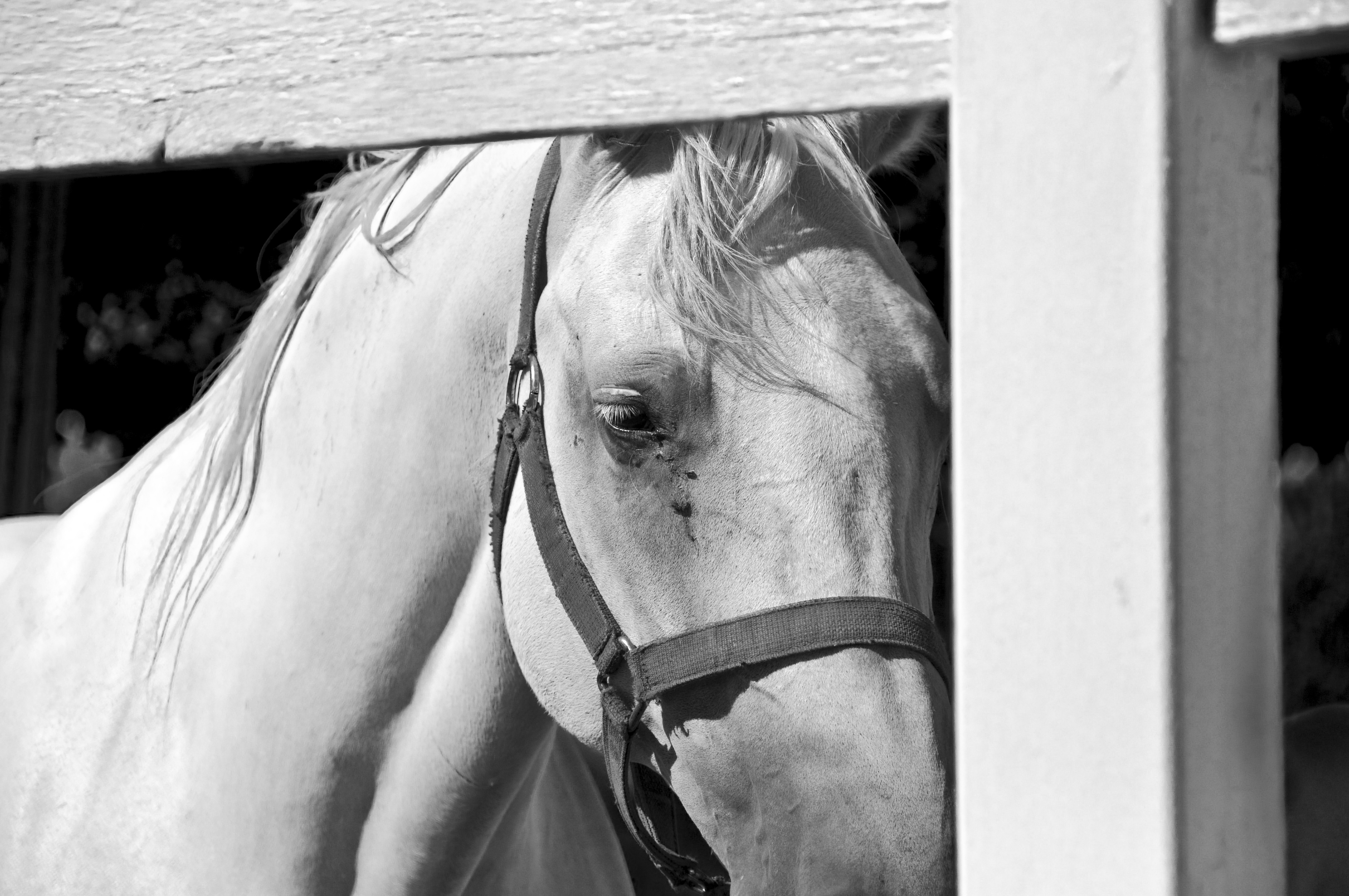
Un cheval lipizzan (comme l'est cette jument) nommé Napolitano joue toutes les scènes de plein air et réalise les figures telles que le cabrer.

Joëlle Baland, conseillère technique du film, a assisté Mario Luraschi pour le dressage des chevaux et les cascades équestres. Tír na nÓg est incarné par trois chevaux différents : Sueno, le plus expressif des trois, a été préféré pour les gros plans et pour sa gourmandise qui rend crédible la scène du pop-corn dans la salle de cinéma. Napolitano, un Lippizan, figure sur les scènes de galopades libres et pour réaliser les mouvements tels que le cabrer. Enfin, un poney du Connemara a été choisi pour les scènes maritimes dans un océan Atlantique glacé, grâce à sa grande rusticité.

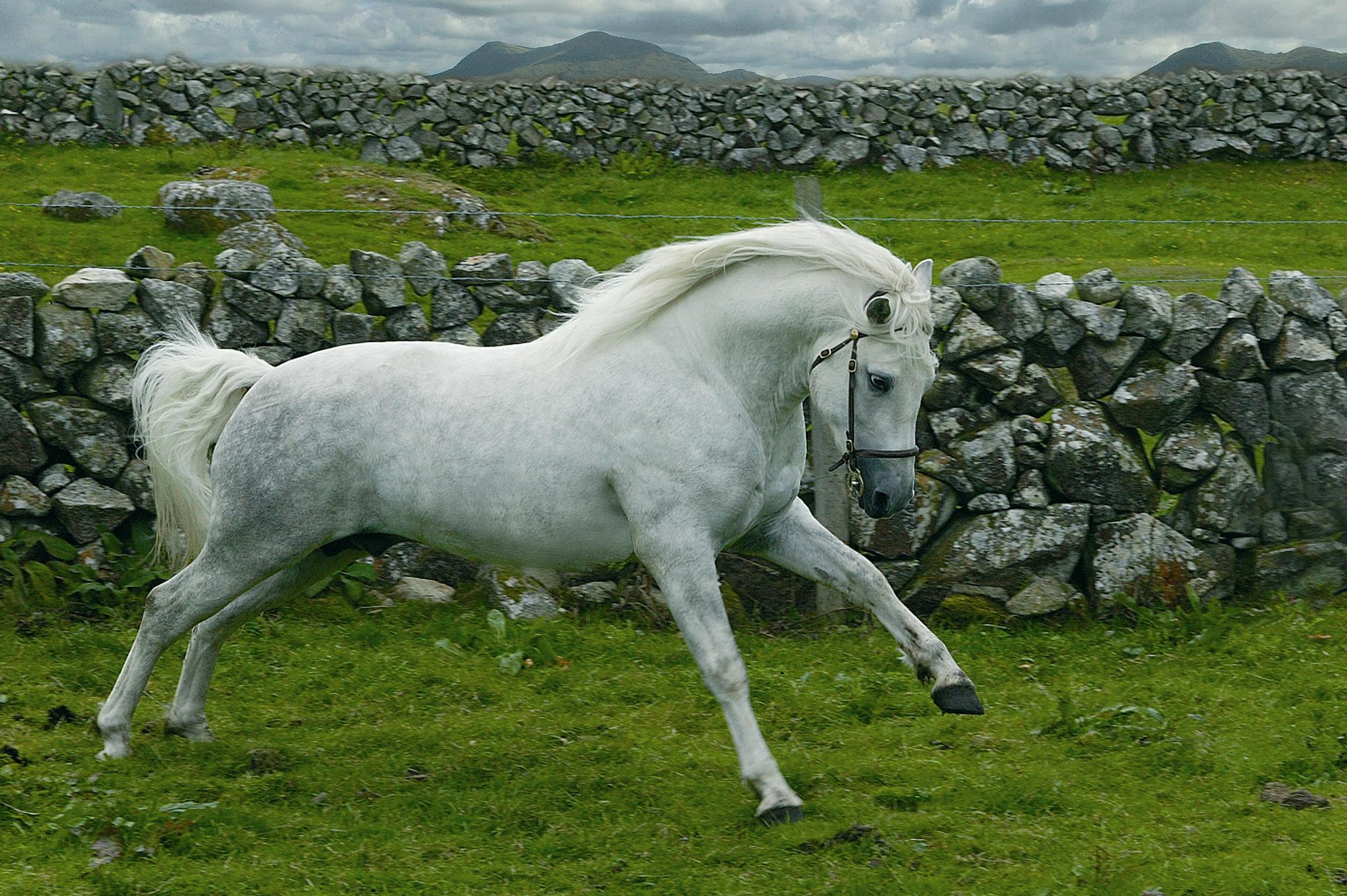
Un poney Connemara d'origine irlandaise, comme celui-ci, a été choisi pour tourner les scènes dans l'océan Atlantique.

Joëlle Baland garde un bon souvenir du tournage, des subtilités de la mise en scène avec les chevaux, des risques pris et de la complicité des deux plus jeunes acteurs avec les animaux.

#### Montage
Techniquement, le film est monté rapidement et multiplie les plans courts afin de ménager le suspense, sur le modèle du récit d'aventures et du western. Bien qu'il s'agisse d'un film dit « fantasy » ou « fantastique », les éléments de réalisme magique y sont réduits au minimum.

### Modifications
Le film a évité une interdiction aux jeunes enfants non accompagnés par la BBFC, lorsque dans une scène le mot « fuck » a été remplacé par le mot « flip » avant sa sortie. Dans un entretien, Ciarán Fitzgerald a parlé de cette scène et dit qu'aux États-Unis, le film aurait été interdit aux plus jeunes enfants.

## Sortie et accueil
Le film est d'abord sorti au cinéma en Irlande et au Royaume-Uni grâce à Entertainment Film Distributors, en 1992. Aux États-Unis, c'est Miramax Films qui permet de le voir sur les écrans en 1993. Il sort en France un an plus tard, avec MKL Distribution. Le titre français, Le Cheval venu de la mer, n'est pas la traduction du titre anglais Into the West (laquelle serait plutôt « Dans l'Ouest »). Il est probablement basé sur le jeu de mots et l'homophonie entre « mer » et « mère » puisque selon une analyse du film, le cheval blanc est le double ou la réincarnation de Mary, la mère d'Ossie et Tito.
La sortie cinéma concerne de nombreux autres pays, dont l'Australie, l'Allemagne, la Corée du Sud, la Suède, les Pays-Bas, le Portugal et la Finlande.

### Accueil critique
Le Cheval venu de la mer a reçu un accueil plutôt positif. Sur Rotten Tomatoes, il obtient un score de 70 % et une part d'audience de 73 ; sur l'Internet Movie Database, sa note est de 6.7/10. Sur Allociné, la moyenne des notes données par le public se monte à 3,4/5. Roger Ebert du Chicago Sun-Times assure que « les enfants vont certainement adorer ce film, mais les adultes auront un peu plus de mal ». Desson Howe du Washington Post l'a qualifié de « charmante croisade enfantine » et de « voyage enrichissant à tous les âges ». Rita Kempley a ajouté que « le film est tour à tour sombre et lyrique » et que s'il est long par son ambiance mais court par son histoire, il peut aussi faire appel à une certaine spiritualité.
Le Cheval venu de la mer possède un « charme rugueux plus proche des films britanniques du passé (comme celui de Carol Reed, L'Enfant et la Licorne) que de la gentillesse et la cruauté occasionnelles et calculées de John Hughes ». Les scènes fantastiques sont « enracinées dans le quotidien pour sonner vrai ».
Les critiques français le comparent parfois à Crin-Blanc, dont les thèmes (enfant, cheval blanc, errance, mer...) sont similaires. Le moment où Ossie, « délivré de ses hantises, vient au monde une seconde fois », est comparé au personnage de Holly Hunter dans La Leçon de piano.
Parmi les scènes mémorables, les critiques relèvent celle où le cheval blanc sort avec les deux enfants de l'ascenseur de leur immeuble, et celle où il regarde Retour vers le futur III dans une salle de cinéma, toujours en compagnie des enfants.

#### Avis positifs
« Grâce à un Gabriel Byrne d’une intense mélancolie et à deux enfants proprement désarmants, le Cheval venu de la mer, picaresque, drôlatique, émouvant, est aussi totalement dépourvu de sentimentalisme. Et la fantasmagorie a d’autant plus de force qu’elle prend racine dans l'Irlande d’aujourd’hui. »

— Henri Béhar, Le Monde, 10 mars 1994
Les critiques ne s'accordent pas quant au public visé par Le Cheval venu de la mer : si la plupart y voient « un superbe film pour enfants », Marjorie Baumgarten de l'Austin Chronicle pense que les adultes seront touchés par la beauté de l'Ouest irlandais, ce qui ne sera pas le cas des enfants cherchant plutôt un « héros hollywoodien ». Elle ajoute que « l'aura du réalisme magique ne s'est jamais mieux ressentie que dans ce film, que Jim Sheridan maitrise son thème avec beaucoup d'humour authentique et de flair pour suivre une histoire, et que Newell, grâce à l'aide impeccable de son équipe et de ses acteurs, produit une histoire fluide et captivante avec des séquences d'action spectaculaires et de touchants échanges ».
Plusieurs points d'intérêts sont relevés dans Le Cheval venu de la mer, dont son ambiance bâtie sur les va-et-vient permanents entre le monde onirique et la réalité :  « le cinéaste joue constamment de ce décalage entre réel et merveilleux. Jusqu'à laisser enfin éclater son lyrisme dans le grand moment déchirant des retrouvailles, sur une plage immense ». Les « références amusées à la mythologie westernienne dont sont abreuvés les jeunes héros constituent très certainement le meilleur aspect du film » selon Jean-Michel Beer, dans le Mensuel du Cinéma.
L'un de ses autres atouts réside dans la riche musique gaélique de Patrick Doyle, lui donnant une dimension émotionnelle et apportant une atmosphère de conte de fées,. Le traitement des coutumes des travellers par le réalisateur a été salué, de même que la beauté des paysages irlandais mis en scène : Bernard Génin, critique chez Télérama, affirme à la sortie française du film que « Mike Newell a le don de saisir l'âme d'un décor » et que « telle une créature magique, le cheval immaculé illumine un instant la sinistre banlieue de Dublin, d'où, grâce à lui, les enfants s'échappent enfin », ce qui pousse à « l’estime due à l’Irlande terre de légendes », et à saluer la performance du réalisateur.
Enfin, le jeu des deux plus jeunes acteurs, Ciarán Fitzgerald et Rúaidhrí Conroy, a été signalé pour sa grande conviction et la mise en valeur de leur relation fraternelle,.

#### Avis négatifs
L'équipe de Variety a déclaré que « Le Cheval venu de la mer est un film sympathique, mais modeste » dans son montage et sa réalisation. Quelques scènes sont trop prévisibles et laissent à désirer, notamment celle des enfants qui sèment leurs poursuivants grâce à leurs ruses, ce qui fait « cliché ». Le traitement des « méchants », caricaturaux par leur acharnement et présentés à la manière des vieilles séries américaines, est lui aussi épinglé.
La multiplicité des thèmes est parfois mal perçue, la présentation qui est faite des policiers et l'hostilité témoignée aux travellers ne cadrant pas toujours avec le thème central du film, qui est la recherche de la mère disparue. La qualité et la cohérence du scénario divisent : certains critiques affirment que le script est « magnifiquement écrit » mais d'autres y voient « un mélange de ridicule et de thèmes plus graves, sur fond de banlieue dublinoise », ajoutant qu'« il est difficile [pour un adulte] de prendre cette histoire au sérieux ». Jean-Michel Beer écrit dans le Mensuel du Cinéma que la sympathie qui émane du film est « trop souvent démentie par un symbolisme excessif, un onirisme appuyé ».

### Box-office
Selon l'observatoire européen de l'audiovisuel, le film a fait 471 690 entrées en France depuis 1996, sachant qu'il est sorti en 1994, il a totalisé 647 956 entrées dans ce pays.
Il a rapporté 4 790 801 $ au box-office aux États-Unis, dont 1 410 414 $ le premier week-end qui a suivi sa sortie dans 550 salles de cinéma. Dans le monde, les recettes du film se montent à 4 790 801 $, ce qui le place au 5 723e rang mondial général. Le succès du Cheval venu de la mer est bien plus grand en Irlande et aux États-Unis que dans le reste du monde, en raison sans doute de la présence d'éléments parlants pour les Irlandais, comme des graffitis pro-IRA à Dublin. Il est classé septième meilleur film irlandais des années 1990. Il s'agit du plus gros succès de l'année 1992 en Irlande.

### Éditions en vidéo et diffusions télévisées
Le Cheval venu de la mer est sorti aux formats VHS et DVD, il a été diffusé plusieurs fois à la télévision au Royaume-Uni, aux États-Unis et en France, Aquarius TV l'a diffusé à la télévision grecque en 2001 et en Allemagne, Concorde Home Entertainment a distribué le DVD en 2004. Il est également sorti au format VHS au Brésil.
La première distribution du film aux États-Unis, effectuée par Walt Disney vidéos, date du 6 novembre 2001. Le DVD sort le 4 février 2003 chez Miramax Films, avec un format d'image anamorphique de 1.85:1. Une réédition du DVD est effectuée par Echo Bridge Home Entertainment en 2011.
La cassette vidéo sort le 8 mars 1995 en France, chez MK2 éditions, elle reprend l'affiche originale avec le Wanted en référence au western. MK2 éditions sort le DVD le 19 février 2003, distribué par Warner Home Video, il inclut dans ses bonus une interview de Joëlle Baland, un entretien avec Mario Luraschi et l'équipe du film, un making of, un quiz sur l'Irlande et un jeu de dressage équin pour les enfants. Le menu animé est qualifié de « soigné », de même que la réalisation des bonus destinés aux enfants, par contre, le visuel choisi, qui montre les deux enfants montant le cheval blanc sur fond de paillettes bleutées, est d'après les critiques « trop kitsch ».
Le film a été rediffusé à la télévision française et allemande dans le cadre d'une soirée Thema d'Arte, « Les animaux ont la parole », le 2 janvier 2005.

## Distinctions
| Année | Cérémonie ou récompense                                 | Prix                                              | Lauréat(es)                          |
| ----- | ------------------------------------------------------- | ------------------------------------------------- | ------------------------------------ |
| 1993  | Festival international du film pour enfants d'Oulu (en) | Prix Starboy                                      | Mike Newell                          |
| 1993  | Festival international du film de Cleveland             | Prix du public du meilleur film                   | Mike Newell                          |
| 1994  | Festival du cinéma néerlandais                          | Gouden Kalf du meilleur film européen             | Mike Newell                          |
| 1994  | Young Artist Award                                      | Prix du meilleur film familial étranger           | Mike Newell                          |
| 1994  | Young Artist Award                                      | Prix des meilleurs acteurs dans un film familial, | Rúaidhrí Conroy et Ciarán Fitzgerald |

## Analyse
Irréelle, l’image du cheval, quand le père des enfants brûle la roulotte de sa femme, afin de délivrer son esprit.
C’est là que tout s’éclaire... ou que tout s’emmêle.

« Si je vous dis que Le Cheval venu de la mer parle de deux enfants et d'un cheval blanc enchanté, vous pourriez penser, sans doute, qu'il s'agit d'un film pour les enfants. Mais c'est beaucoup plus que cela, même si, bien sûr, les enfants vont l'adorer. »

— Roger Ebert, Video companion
En raison de sa richesse thématique et symbolique, Le Cheval venu de la mer est régulièrement projeté dans des écoles (de cinéma notamment) et exploité afin que les élèves en fassent des analyses. Un concours organisé par TéléScope et Télérama proposait à des collégiens d'en rédiger une critique. De nombreux thèmes s'entrecroisent dans ce film en touchant les enfants comme les adultes : aventure pure, implications sociales, situation des familles monoparentales et place du mythe dans la vie moderne... Finalement, le message porté par le film est celui du lien à soi-même, de la non-dépendance envers l'État, des voyages formant la jeunesse et de l'importance des rites, la figure de la mère disparue apparaissant comme celle d'un puissant désir nostalgique.
Le film n'est pas si simple à aborder avec la multiplicité de ses thèmes. La recherche de la mère disparue, la quête des origines, et le retour de l'estime de soi grâce au voyage initiatique, aux aventures et aux errances libres de ses protagonistes sont des thèmes existentiels. Bien que possédant le déroulement typique du conte merveilleux, le film aborde aussi la condition des gens du voyage en Irlande de façon très réaliste, presque comme un film documentaire.
L'identité et la culture irlandaise sont évoquées en permanence dans Le Cheval venu de la mer : le scénariste et les acteurs sont de nationalité irlandaise, la musique est chantée en irlandais, la mythologie du pays sert de toile de fond à l'histoire, même les personnages réagissent typiquement comme des gens du pays.
Amélie Tsaag Valren, de Cheval Savoir, a réalisé un comparatif entre Le Cheval venu de la mer et Crin-Blanc, un film français présentant de nombreux points communs : la présence d'un cheval blanc et de la mer, des enfants « sauvageons », le thème du voyage, le mythe du cow-boy ou encore celui de l'île merveilleuse à atteindre. De même, les deux films sont tournés durant des périodes de fort développement économique dans leurs pays respectifs, et les deux contrées montrées (Connemara et Camargue) sont presque considérées comme exotiques.

### La condition destravellersen Irlande

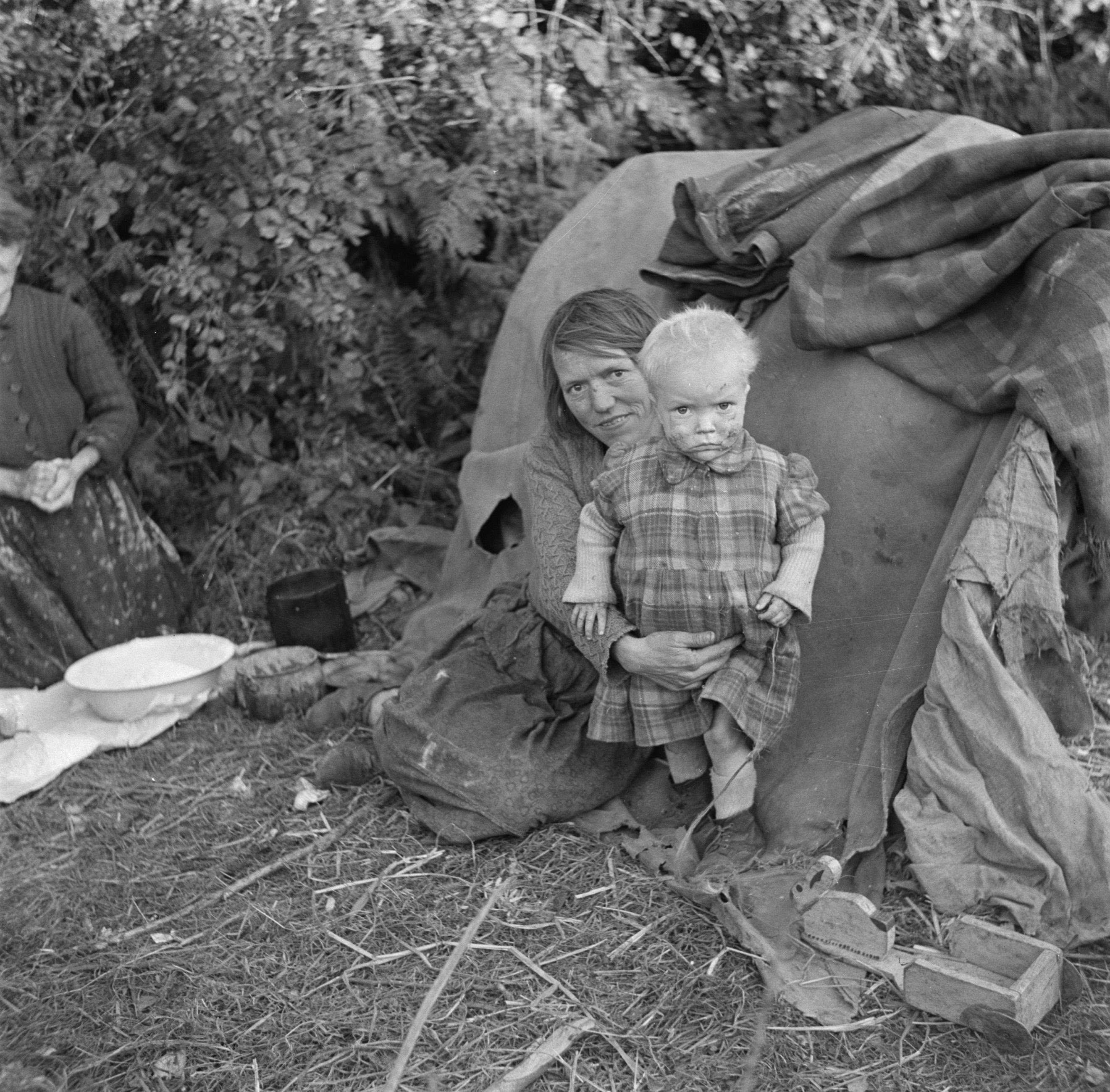
Travellers irlandais en 1946.

Les travellers ou tinkers (signifiant « rétameurs », une référence à ce nom figure dans la scène où Tito répare un chaudron), gens du voyage de l’Irlande, sont très présents dans ce film. Avec leurs problèmes sociaux et conflits communautaires, ils ancrent le film dans le réel. Ils ont en commun le refus de la propriété et de la sédentarité, ainsi que l'importance de la culture orale (John Riley est analphabète, et Ward est un conteur réputé). Ces particularités tendent à faire d'eux des marginaux dans la société irlandaise,, ivictimes de rejet depuis les débuts de la formation de la république d’Irlande, bien qu'ils soient eux-mêmes des irlandais d'origine,. Leur dépendance aux aides sociales et leur isolement trouvent leur origine dans un ensemble de mesures prises au début des années 1960 ; le film présente des situations semblables à la réalité historique. Dans le film, la famille de John Riley est en marge tant par rapport aux habitants de Dublin à cause de ses origines, que par rapport aux autres travellers restés nomades : les nomades sédentarisés sont en effet considérés comme des traîtres. Ce thème du racisme en Irlande pourrait venir, chez Sheridan, de son admiration pour les films de John Ford, notamment L'Homme tranquille et surtout La Prisonnière du désert, qui met en scène la discrimination envers les autochtones d'Amérique.
Le Cheval venu de la mer met aussi en relief la perte d'identité des travellers, encore accentuée par le développement de la télévision montrant d'autres modes de vie. Kathleen incarne leur côté libre et fier, et c'est elle qui contribue le plus au retour des Riley vers le nomadisme. La façon dont Sheridan présente les travellers fait d'eux l'incarnation de « l'animisme primitif et de la magie païenne », un peuple resté en contact avec la nature et les forces surnaturelles.

### Relations entre les personnages
Le film met en relief l'évolution de la relation entre John Riley et ses deux fils, Ossie et Tito, mais aussi leur retour aux vieilles traditions. Au début, ils vivent tous trois dans la banlieue de Dublin et sont malheureux : John Riley est un ivrogne violent négligeant ses enfants et allant jusqu'à les faire passer pour ceux des Murphy afin de profiter des prestations sociales. Ossie et Tito se débrouillent seuls, le grand frère jouant un peu le rôle d'une mère pour son cadet. Il y a conflit entre eux puisque Ossie reproche à son père d'avoir laissé les policiers emmener le cheval, et plus tard John Riley accuse son beau-père d'avoir provoqué la fuite de ses enfants en leur racontant des légendes. C'est probablement son rejet des traditions nomades qui l'a poussé à se sédentariser après la mort de sa femme, sans accomplir le rituel permettant de libérer son âme ; en effet, il accuse le refus de la médecine moderne par les travellers d'être la cause de la mort de Mary. Les deux jeunes garçons fuient un environnement particulièrement difficile, puisqu'ils font l'école buissonnière et mendient dans les rues. L'échappée dans la campagne irlandaise est libératrice après la misère qu'ils ont connue.
Les retrouvailles sur la plage du Connemara montrent au contraire une famille apaisée : John Riley promet à ses enfants de ne jamais les ramener dans un appartement, Kathleen se joint à eux et tous font le deuil de Mary en mettant le feu à sa roulotte. Le cheval, qui a joué son rôle en permettant à la famille de se retrouver, disparaît alors définitivement dans la mer.

### Un western irlandais

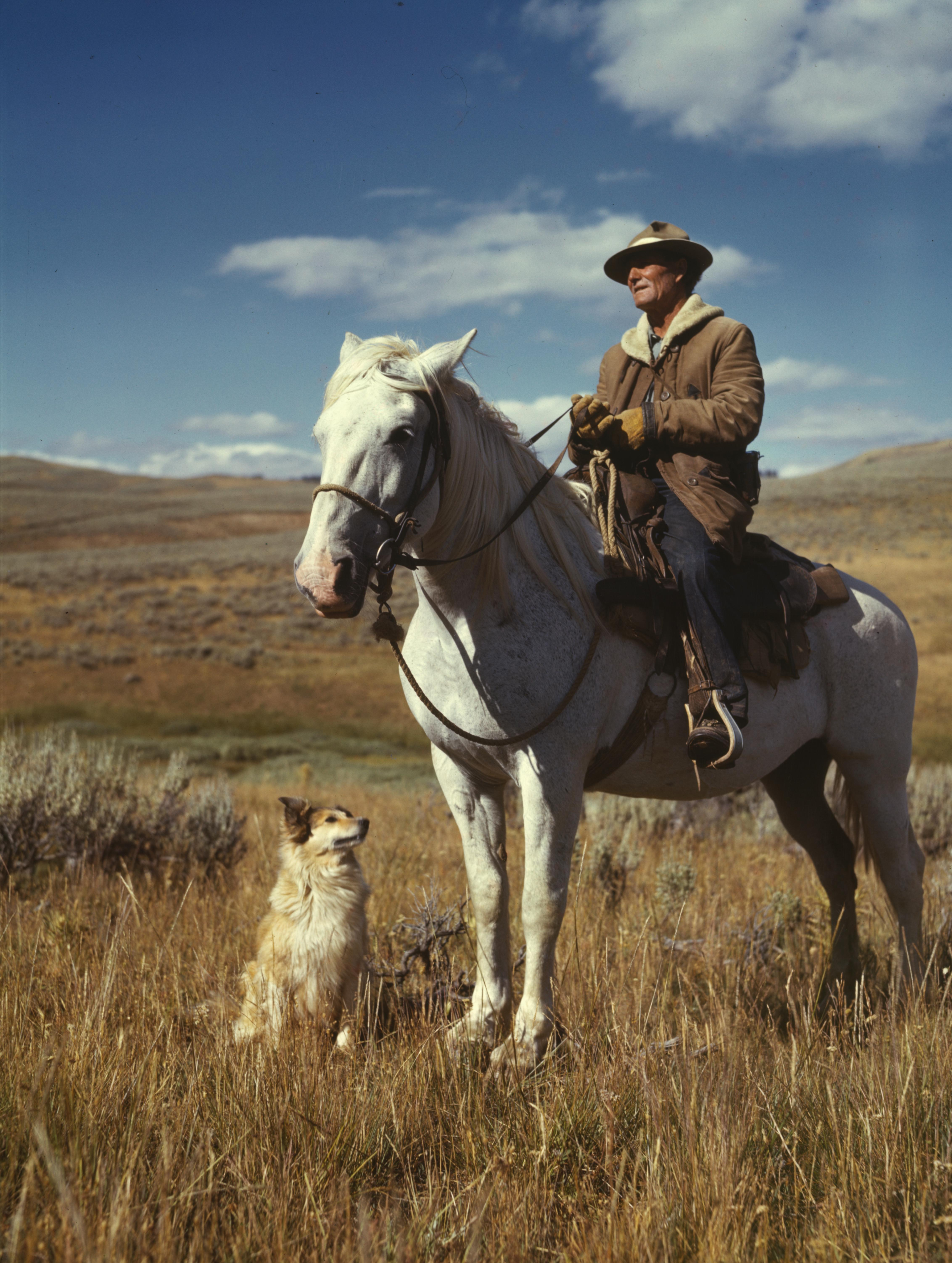
Cow-boy à cheval accompagné de son chien dans le Montana, 1942.

Par son titre original (Into the West), par son affiche en version originale jouant avec le fameux wanted tout comme par son intrigue (le film met en évidence l’imaginaire des deux frères Ossie et Tito, marqués par le mythe du Far West tel qu'ils le perçoivent à la télévision), Le Cheval venu de la mer fait référence « aux thèmes et aux icônes des westerns d'Hollywood pour clarifier ou complexifier une mythologie irlandaise très différente »,. Les deux garçons sont hors-la-loi et se lancent à l'aventure dans la campagne, en quête de liberté. Ils sont « un lien avec les légendes populaires anciennes directement sorti d'un écran de cinéma moderne ». Ossie et Tito deviennent deux cow-boys irlandais modernes et la « pierre angulaire du mythe ».
Les westerns qu'ils voient à la télévision sont présentés comme leur seule « porte de sortie » au début du film, jusqu'au moment où le cheval blanc les emporte dans sa course et donne une réalité à leur rêve. L'imagination des enfants est nourrie tant par les histoires mythiques de leur grand-père, transmises par les gens du voyage de génération en génération, que par leur culture télévisuelle.
L'une des dernières scènes du film montre Tito demandant à son père si les travellers sont des Indiens ou des cow-boys. Une réponse à l'ambiguïté de cette question figure dans la scène où Kathleen relève un marquage au sol effectué par les deux enfants en disant « ils n'ont pas oublié les ruses des travellers » : cette technique renvoie aux amérindiens. Le Cheval venu de la mer met en valeur le lien historique entre les populations d'Irlande, des États-Unis, et d'Angleterre, rejoignant les films américains Danse avec les loups et L'Âme des guerriers, qui présentent les peuples amérindiens (à mettre en parallèle avec les travellers) comme les héritiers d'une culture ancestrale pré-industrielle utopique, exerçant une fascination quasi religieuse sur la civilisation occidentale.

### L'opposition ouest-est

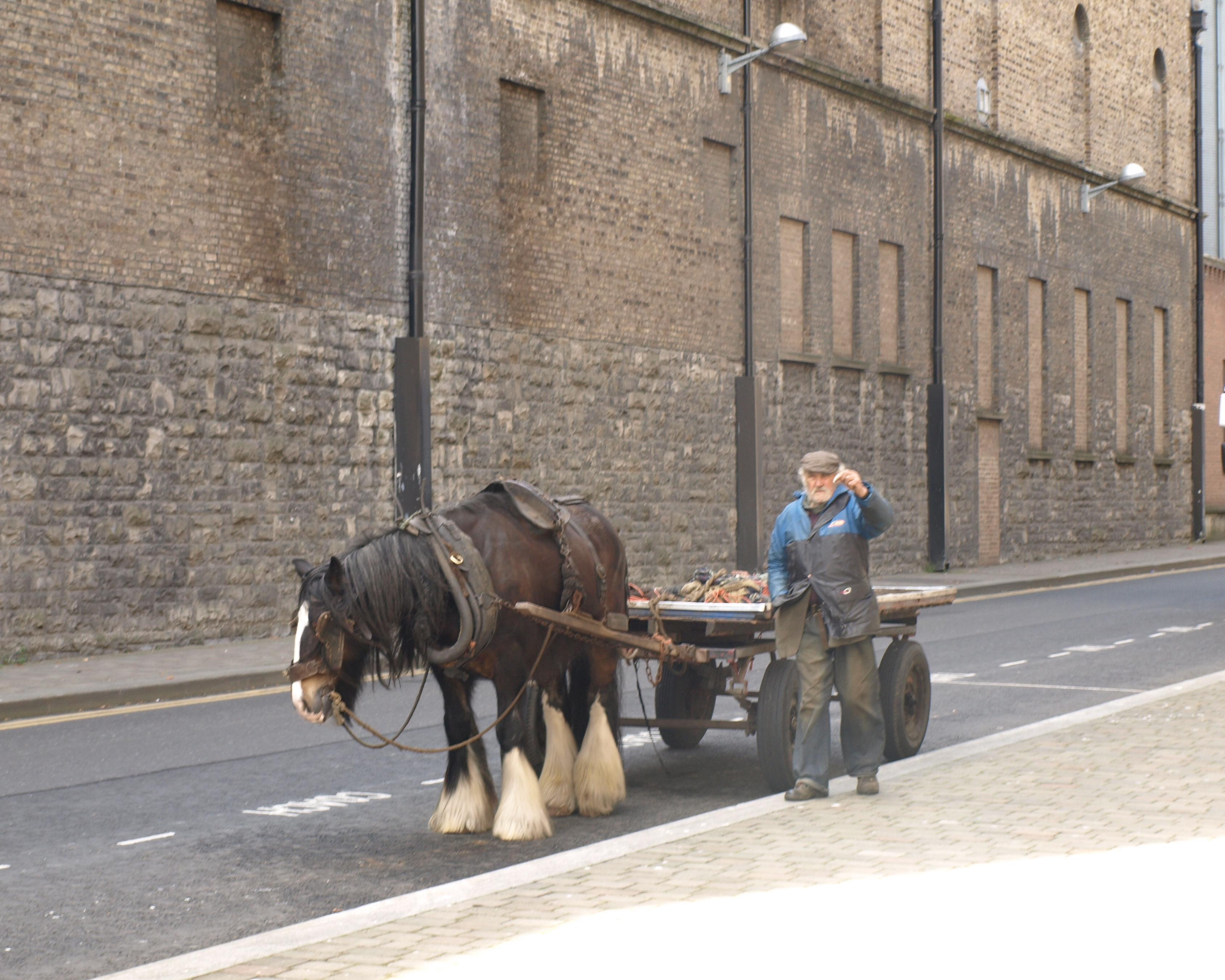
Vieil homme collectant des déchets à Dublin avec un véhicule hippomobile. Le Cheval venu de la mer met en relief le décalage entre l'urbanisation de Dublin et l'utilisation de la traction hippomobile par les travellers.

Qualifié d'« œuvre de régionalisme critique », une dimension qui s'adresse surtout aux spectateurs irlandais, le film fait ressortir une certaine opposition entre l'est de l'Irlande et l'ouest, vu symboliquement comme la région de la « résistance spirituelle » durant la période de domination anglaise, tandis que l'est, et notamment la ville de Dublin, est « froid et rigide, dans l'ombre de l'Angleterre ». Dublin est la ville de la déchéance pour John Riley, jusqu'à l'arrivée du cheval blanc Tír na nÓg qui l'entraîne vers l'ouest, à la reconquête de sa dignité perdue. Tito et Ossie se réapproprient eux aussi leur pays lors de cette traversée. La police, qui joue un rôle d'ennemi durant la majeure partie du film, utilise des tactiques typiquement britanniques et l'homme d'affaires qui commandite les opérations a lui aussi des airs anglais. Le film ne cesse donc de mettre en scène cette opposition entre l'ouest, région de résistance ancienne tournée vers la mer, et l'est, région moderne et urbaine sous domination britannique. Le Cheval venu de la mer ne correspond toutefois pas à la définition exacte du film régionaliste politique puisque son réalisateur est lui-même britannique.
L'opposition est tout autant palpable dans les paysages mis en scène : la banlieue de Dublin est grise et terne avec des immeubles étroits (dont la verticalité symbolise l'éclatement de la famille, au contraire du camp des travellers, bâti en cercle), de vieux wagons, des rails et des barrières à franchir. La chevauchée vers l'ouest permet au contraire de découvrir de vastes espaces « grandioses et sauvages, lumineux et grand ouverts »,.
Cette conception de l'ouest irlandais est à mettre en parallèle avec celle de l'ouest américain, région d’aventures, de magie et de mystère, par opposition à l'est du pays, relativement « civilisé et sécurisé ».

### Un pays entre traditions et modernité

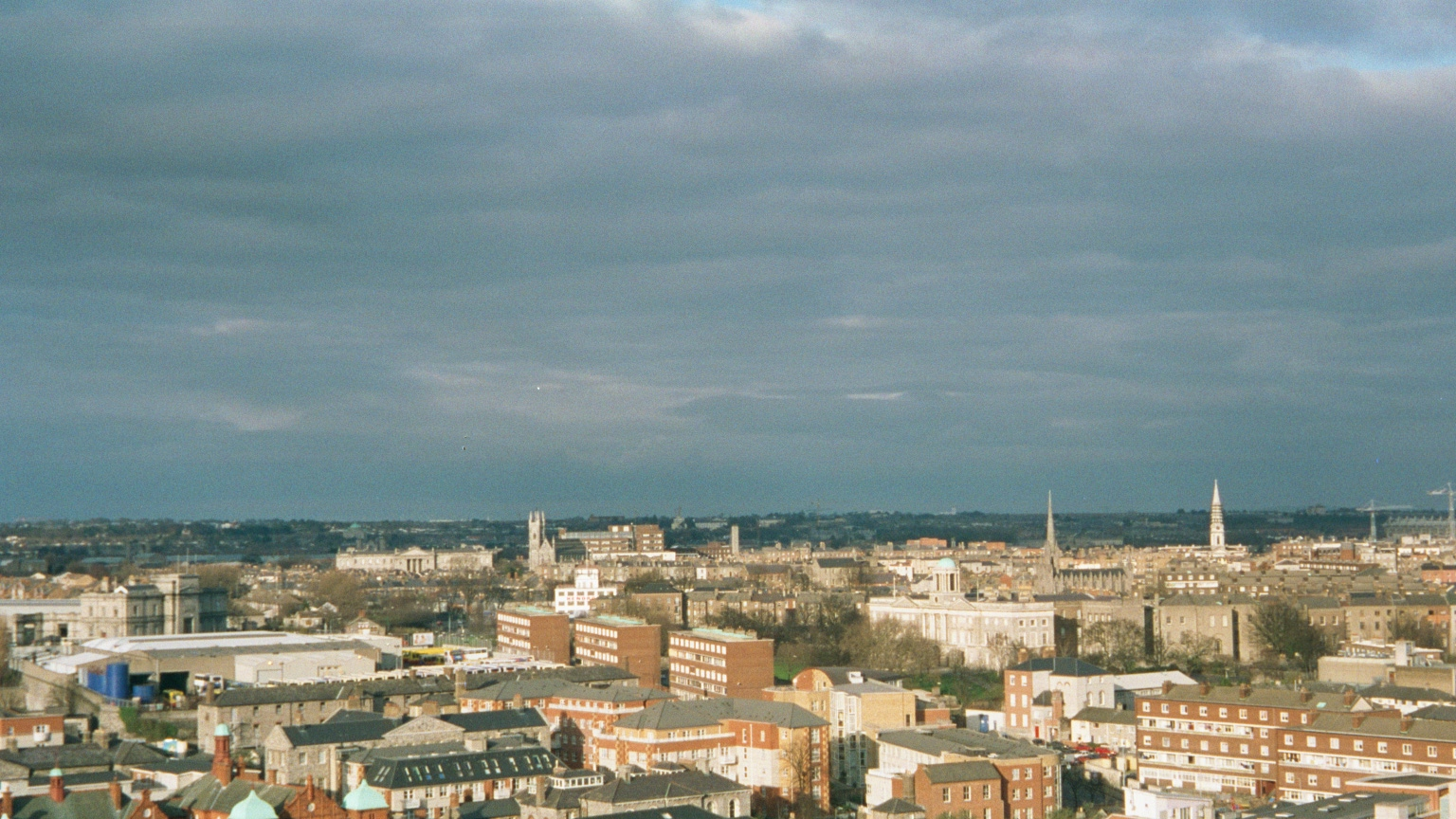
Vue aérienne de Dublin.

Une autre lecture du film, découlant directement de cette opposition entre l'est et l'ouest, est celle d'un pays longtemps resté traditionnel et pauvre qui entre dans la modernité : cette transition brutale est symbolisée par la scène où le grand-père Ward mène sa roulotte sur fond de musique gaélique quand le cheval blanc se cabre face à lui, la musique s'arrête alors au passage d'un avion.
Le film laisse un sentiment d'anti-modernisme et véhicule les interrogations typiques d'un pays en pleine mutation économique et culturelle à la fin du XXe siècle : le « tigre celtique », connaît un enrichissement sans précédent, se modernise et s'« américanise » très vite sous l'effet du capitalisme. À cette époque, la chanteuse Sinéad O'Connor témoigne d'une perte d'identité (recul du gaélique irlandais, apparitions de problèmes d'alcoolisme et de drogue) et de spiritualité en Irlande.
L'Irlande rurale revêt donc un certain « exotisme », et le film de Sheridan laisse entendre qu'échapper à la modernité dublinoise n'est désormais possible qu'au cinéma. Cette lecture est confirmée par les scènes des deux films que regardent les enfants dans Le Cheval venu de la mer : Butch Cassidy et le Kid, dans lequel la Bolivie apparaît comme la dernière échappée possible alors que l'ouest américain a été rattrapé par la modernité, puis Retour vers le futur III, film de « nostalgie post-moderne ». L'Irlande a longtemps été présentée par le cinéma hollywoodien (notamment dans L'Homme tranquille) comme un pays du tiers-monde, et une inépuisable source d'inspiration romantique.
Le fait que Papa Riley apprenne à lire à ses enfants est une façon de les préparer au monde moderne, mais cette transition est loin d'être libératrice, ainsi qu'en témoignent leur environnement et leurs problèmes. L'irruption du cheval blanc à Dublin représente le retour des vieilles légendes et la force d'attraction du nomadisme. À moins qu'il s'agisse d'une référence aux nombreux chevaux dont s’occupent réellement des enfants dans la banlieue dublinoise entre les années 1980 et 1990, pratique contre laquelle les autorités irlandaises n'ont cessé de lutter.

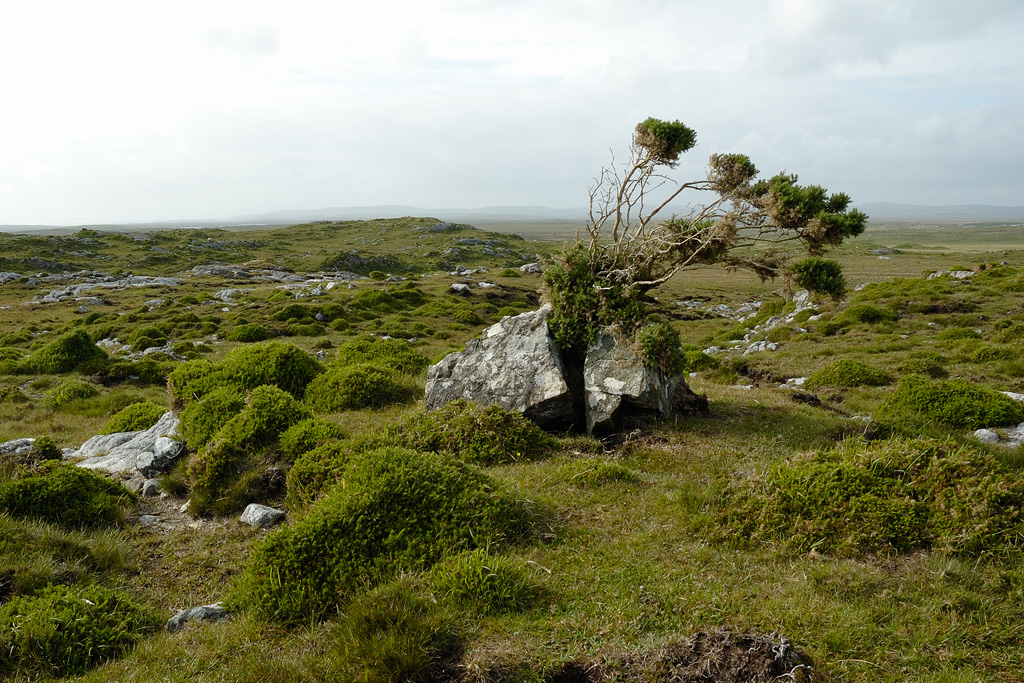
Un paysage typique de l'ouest irlandais, dans le Connemara.

Sheridan donne une vision anxieuse du tigre celtique et de l'américanisation, celle d'un pays qui doit retourner à son passé et à ses racines celtiques légendaires. Le film oscille entre le romantisme désenchanté dans un monde capitaliste et l'espoir d'un retour aux vieilles traditions, à travers la métaphore du voyage vers l'ouest. L'espace transitoire des midlands n'est pas présenté comme un paradis enchanteur, et les enfants, affrontant des privations, en viennent parfois à regretter la ville (pour exemples la scène où ils tentent de faire cuire une boîte de haricots au feu de bois, puis celle où ils recherchent un hôtel pour ne pas dormir sous la pluie, et affrontent l’hostilité des habitants). L'ouest proprement dit est, par contre, celui du mythe populaire.

### Le découpage temporel
Le découpage temporel et les ellipses sont peu apparents dans le film, mais possèdent une grande importance. On remarque l'opposition entre été et hiver, entre période scolaire et vacances, et même entre l'enfance et le passage à l'âge adulte. Si la période depuis la rencontre d'Ossie et Tito avec le cheval jusqu'à son enlèvement par la police est resserrée, les enfants recherchent ensuite l'animal pendant plus de deux mois. À la fin du film, la neige tombe lorsque John Riley se recueille sur la tombe de Mary, où Ossie s'est rendu compte que sa date de naissance, le 12 novembre 1985, est celle de la mort de sa mère. Le 12 novembre est aussi le jour où les enfants arrivent face à la mer.

### Un conte initiatique teinté de mythologie celtique

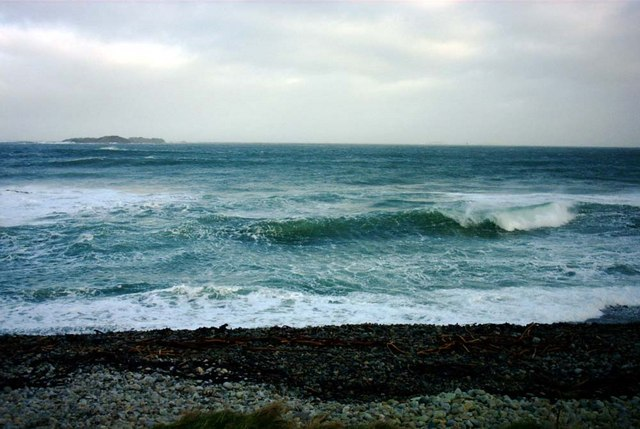
L'océan Atlantique, l'une des premières et des dernières images du film

Le film s'inspire de l'héritage de la mythologie irlandaise et des contes transmis par l'oralité. C'est un conte merveilleux grâce à la présence du cheval doué de pouvoirs « magiques », mais aussi aux « dédoublements et aux substitutions de personnages ». Ainsi, Ossie possède son double dans la légende de Oisín contée par le grand-père, et le cheval a son double dans le personnage de la mère, à moins qu'il s'agisse de sa réincarnation,. Le film est une quête morale et une quête du savoir, celle d’Ossie à la recherche de son passé et de sa mère décédée trop jeune, le laissant seul, et celle de son père qui doit retrouver sa dignité perdue dans l'alcool, tout en se libérant de la culpabilité du décès de sa femme et en acceptant sa mort en même temps qu'il retrouve le nomadisme,. John Riley et son fils Ossie  possèdent un don en commun, celui de comprendre et de dresser les chevaux sauvages. Leur quête les amène à retrouver leur place.
Les personnages sont typiques du conte et de la quête initiatique : Ossie est l'innocent, le « dépositaire de l’âme de la famille », celui par qui tout va arriver. Son grand-père, conteur réputé et fidèle à la tradition nomade, « semble le seul à comprendre la réalité surnaturelle du cheval blanc ». Tous suivent un parcours psychologique et ne seront plus jamais les mêmes. Les épreuves du conte merveilleux jalonnent le film, comme le franchissement d'un brasier par Ossie sur Tír na nÓg, et plus généralement la lutte (ou la complicité) avec les quatre éléments, particulièrement l'eau.
La scène de la noyade d'Ossie revêt aussi un sens psychanalytique, celle d'un retour à l'état pré-Œdipien. Par ailleurs, la légende de Oisín, qui « hante » Ossie, fait référence à sa peur de grandir. Il serait toutefois faux de voir dans Le Cheval venu de la mer un film psychologique, car ces éléments ne sont que suggérés. Selon une analyse, le film fait passer le message d'un retour à un monde plus féminin et plus maternel à travers sa présentation presque surnaturelle des femmes (Kathleen et Mary, la mère de Tito et Ossie), dans un « Far West celtique et féminisé », ce qui renvoie aux grandes déesses celtes, mais aussi à la vierge Marie, bien qu'il n'y ait aucune référence catholique.

### Le cheval blanc

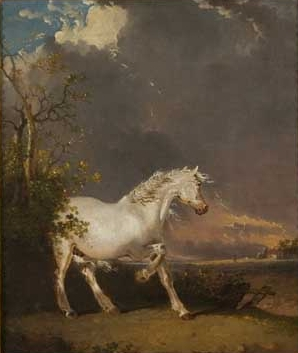
Le cheval blanc renvoie à une image mythologique. Ici, une peinture de James Ward.

Le cheval blanc Tír na nÓg, qui marque le film par sa présence du début à la fin, est traité comme un personnage à part entière, impression encore accentuée par le titre français, qui contrairement au titre original fait du cheval le personnage principal. Chacune de ses prises de décisions est matérialisée par un gros plan où apparaît son œil. Il relève de l'imaginaire et du merveilleux par son apparition et par son nom renvoyant à l'Autre Monde, c'est le « grand cheval blanc du mythe originel, guidant les enfants vers le mystère de leur naissance, de la mer à la mère », l'animal des ténèbres et des pouvoirs magiques, l'archétype de la mère poussant les personnages à dépasser le souvenir nostalgique de leur bonheur passé avec la défunte Mary.
Lié aux éléments premiers (à l'eau bien sûr, mais aussi au feu qu'il peut franchir sans dommage), Tír na nÓg met en valeur l'importance du cheval comme monture privilégiée de la quête initiatique, permettant de rendre possible une utopie et d'« échapper aux conditions de vie négatives puis de les transformer afin d'atteindre un idéal communautaire », mais aussi à la présence bien réelle de chevaux semi-sauvages en Irlande. On remarque aussi que Tír na nÓg n'est jamais attelé à une roulotte mais au contraire toujours monté, ce qui l'associe encore davantage à l'idée de liberté. Sa dimension fantastique est mise en valeur par la séquence d'ouverture du film, en nuit américaine (bleu et blanc, couleurs du rêve), qui alterne les plans entre le cheval et la mer. Son comportement prouve qu'il n'est pas un animal ordinaire, puisqu'il ne cesse de protéger les enfants. L'apparition de la mère d'Ossie lorsque celui-ci est en train de se noyer peut être interprétée comme la transformation du cheval qui reprend son apparence originelle, mais ceci n'est que suggéré et laissé à l'imagination du spectateur. Un lien entre Mary et Tír na nÓg est mis en avant de multiples manières puisque c'est le grand-père Ward, passeur de légendes mais aussi père de Mary, qui le premier trouve le cheval. Ossie est le premier et le dernier qui puisse toucher l'animal, la scène de la main de Mary dans l'océan Atlantique faisant écho à celle de la première rencontre entre l'enfant et le cheval. Enfin Tír na nÓg, pays de l'éternelle jeunesse où le temps s'écoule différemment, est aussi le monde des morts, et donc celui qu'a rejoint Mary.
Pour Henri Béhar, critique au Monde, « le cheval devient symbole de la rébellion qui ne s’éveille en nous que lorsque l’enfant qu’on est resté prend le pas sur l’adulte qu’on est devenu. Dès lors, quoi de plus « naturel » qu’un cheval qui cavale dans les rues, prend l’ascenseur, se niche dans une HLM de Dublin ou s’endort dans une salle de cinéma ? ». Le Cheval venu de la mer fait également référence aux figures mythologiques d'un animal symboliquement ambigu, et à son lien avec l'eau.
Par ailleurs, sans que le lien n'ait été établi dans les analyses du film, l'Irlande connaît des mythes et légendes mettant en scène des chevaux aquatiques comme la kelpie, qui prennent la forme d'un cheval blanc et finissent par noyer leur cavalier.